# X-Men: The Ravages of Apocalypse
X-Men: The Ravages of Apocalypse est un jeu vidéo de tir à la première personne développé par Zero Gravity Entertainment et édité par WizardWorks Software sorti en 1997 sur DOS, Windows, Mac OS et Linux.

## Accueil
- AllGame : 4/5[1]